# Levallois-Perret
Levallois-Perret er en stor fransk provinsby. Den er beliggende i departementet Hauts-de-Seine.